# Rethval Point
Der Rethval Point ist eine eisfreie Landspitze an der Ostküste von Signy Island im Archipel der Südlichen Orkneyinseln. Sie bildet die Südseite der Einfahrt zum Paal Harbour und gleichzeitig die östliche Begrenzung der Einfahrt zur Rethval Cove, einer Nebenbucht des Paal Harbour.
Wissenschaftler der britischen Discovery Investigations nahmen 1933 eine Vermessung vor. Der Falkland Islands Dependencies Survey wiederholte dies im Jahr 1947. Das UK Antarctic Place-Names Committee benannte die Landspitze 1955 nach der in Oslo ansässigen Aktieselskabet Rethval, welche als erstes Unternehmen zwischen 1911 und 1912 Walfang in den Gewässern um die Südlichen Orkneyinseln betrieben hatte.